# Маледе, Йонас
Йонас Маледе (ивр. יונס מלדה‎; 14 ноября 1999, Кирьят-Бялик, Израиль) — израильский футболист, нападающий тель-авивского «Маккаби» и сборной Израиля.

## Биография
Родился в 1999 году в израильском городе Кирьят-Бялик в семье эфиопских евреев.

### Клубная карьера
Воспитанник клуба «Маккаби» Нетания. В его составе дебютировал в чемпионате Израиля 24 февраля 2018 года в матче против «Маккаби» Хайфа, в котором отметился голевой передачей. В сезоне 2018/19 дошёл с клубом до финала Кубка Израиля, однако финальный матч пропустил из-за травмы. Всего провёл в команде три с половиной сезона и сыграл 73 матча в чемпионате Израиля, в которых забил 11 голов. 
В январе 2021 года Маледе подписал контракт с бельгийским клубом «Гент». 24 января дебютировал в чемпионате Бельгии, появившись на замену на 83-й минуте в матче с «Ауд-Хеверле Лёвен».

### Карьера в сборной
В основную сборную Израиля впервые был вызван в июне 2021 года на товарищеские матчи со сборными Черногории и Португалии. Дебютировал за сборную 5 июня, выйдя в стартовом составе на матч против Черногории (3:1) и был заменён на 61-й минуте.